# Sistro

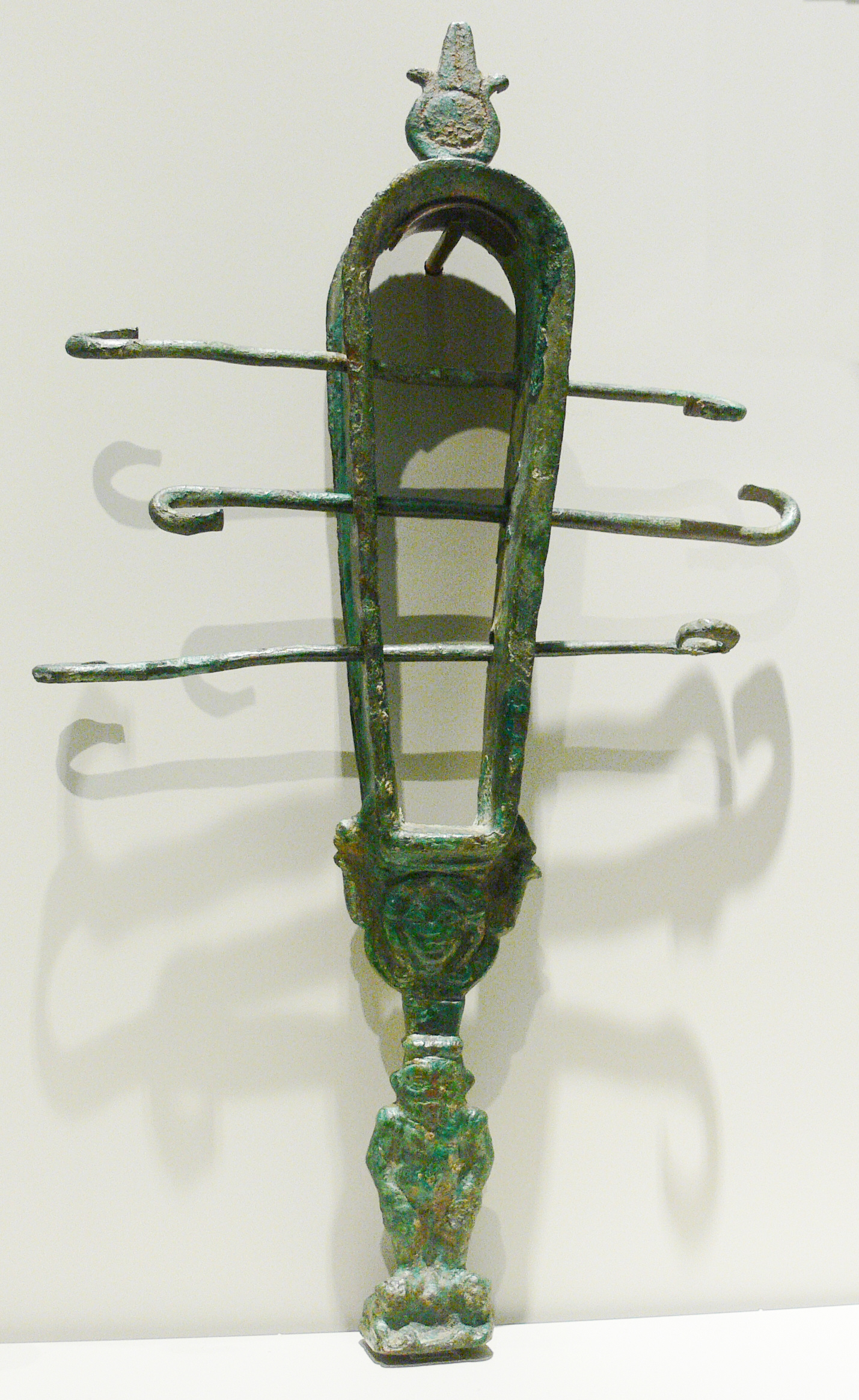
Sistro metálico: Ägyptisches Museum Berlin.

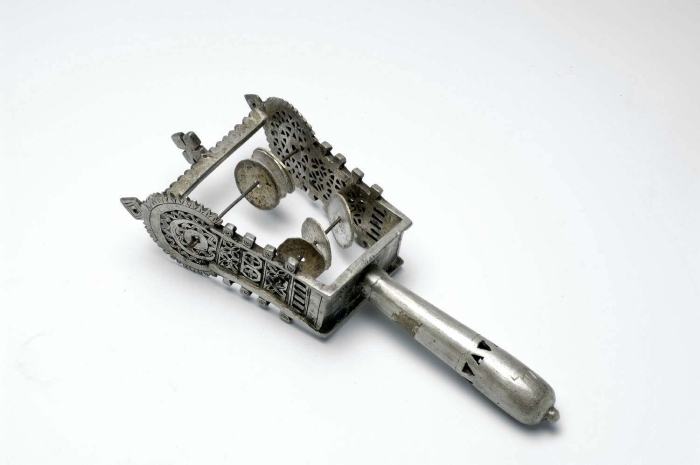
Sistro.

El sistro es un instrumento musical antiguo, con forma de aro o de herradura, que contiene platillos metálicos insertados en unas varillas, y que se hace sonar agitándolo. 
El sistro está considerado un instrumento de percusión de la familia de los idiófonos, en la gama de los indirectamente percutidos, o sacudidos, como las maracas, las castañuelas o los cascabeles.
Era muy usado con las diosas Hathor, Isis, Bat y Bastet.
Hoy todavía se conservan ejemplares y representaciones cerámicas de este instrumento en varios museos, como el Museo Arqueológico Nacional de España, Museo Británico, Louvre, etc. 
El nombre proviene del griego σείω (seio), agitar, así que σείστρον (seistron) es lo que está siendo agitado.

## El sistro egipcio
El sistro fue un instrumento sagrado en el Antiguo Egipto. Quizás originario de la adoración a Bat, se utilizaba en las danzas y ceremonias religiosas, en particular en el culto de la diosa Hathor: la forma de U del sistro recuerda a la cara y cuernos de la vaca diosa.  También se agitaba para evitar las inundaciones del Nilo y para asustar a distancia a Seth. Isis en su papel de madre y creadora se representa con un cubo que simboliza las inundaciones del Nilo en una mano y el sistro en la otra. La diosa Bastet muy a menudo se representa con un sistro, que simboliza su papel como diosa de la danza, la alegría y la fiesta.
| Y8 |

| Y8 |

Los sistros todavía se utilizan en los ritos de la Iglesia Copta tanto en Egipto como en Etiopía. Además de la representación en el arte egipcio en los bailes y como expresión de alegría, el sistro también se menciona en la literatura egipcia, como en las Instrucciones de Amenemhat.